# František Vaško
František Vaško (1. října 1904 Troubelice –  2. července 1942 Pardubice) byl za Protektorátu nájemce lomu Hluboká u Ležáků, účastník protinacistického odboje v rámci organizace Čenda a podporovatel výsadku Silver A, popravený nacisty.

## Život
František Vaško se narodil 1. října 1904 do rodiny Antonína Vaško z Radčic u Skutče (* 19. září 1873) a Růženy Vaškové rozené Hatanové z Lánů. Jeho otec pracoval jako strážník železnice u státních drah. Měl mladšího bratra Jindřicha Vaško (* 10. října 1910).

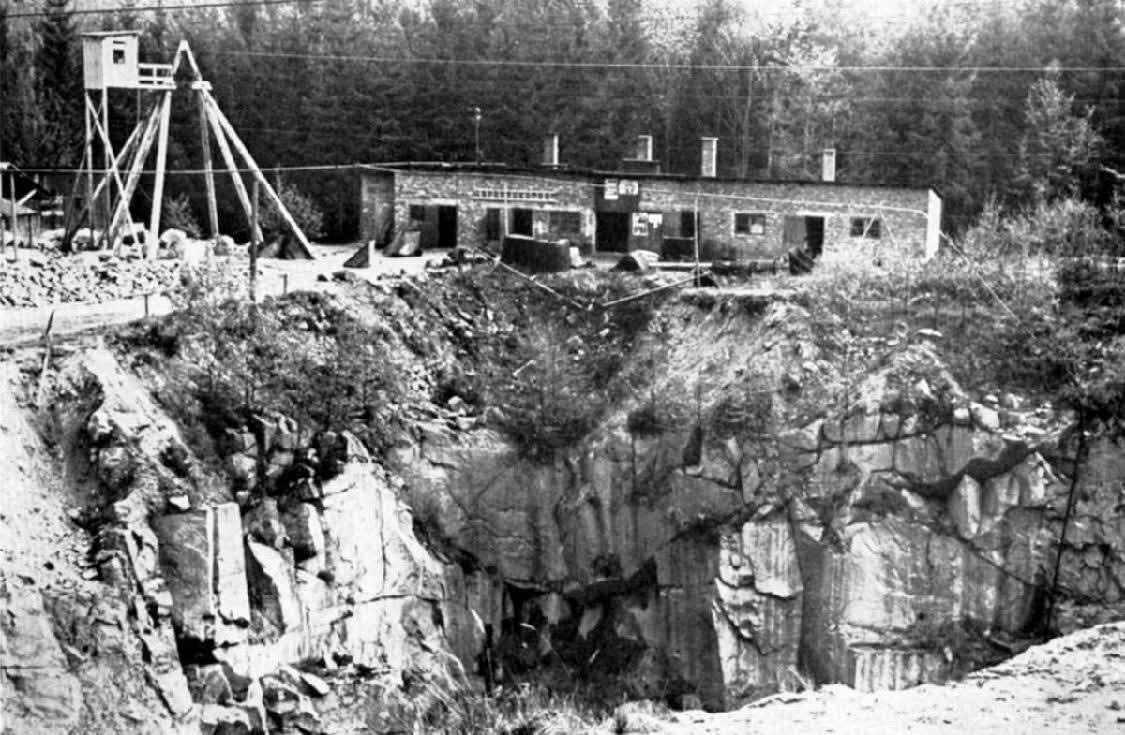
Lom Hluboká, jehož byl František Vaško nájemcem. Na snímku dnes již neexistující budova strojovny, odkud vysílal Jiří Potůček

Po absolvování obchodní akademie složil traťmistrovské zkoušky a následně nastoupil základní vojenskou službu v Pardubicích u železničního pluku. S tímto útvarem se podílel na různých významných stavbách (regulace Chrudimky, přestavba nádraží aj.) a získal tak kontakty na pardubické stavební firmy. Po skončení vojenské služby zůstal v Pardubicích a rozhodl se podnikat ve stavebnictví (firma František Vaško a spol.). Oženil se s Marií Truhlářovou (1908–1987). 1. září 1937 se František Vaško se stal nájemcem lomu Hluboká u Ležáků. Lom zaměstnával desítky dělníků z blízkého i dalekého okolí.
Po Mnichovské dohodě museli jeho rodiče i bratr opustit své domovy a František Vaško jim pomohl sehnat ubytování v Medlešicích nedaleko Pardubic. Po německé okupaci 15. března 1939 byl Františkův mladší bratr Jindřich nucen opustit armádu a František mu od 1. prosince 1939 zajistil zaměstnání správce lomů své firmy.

### V odboji

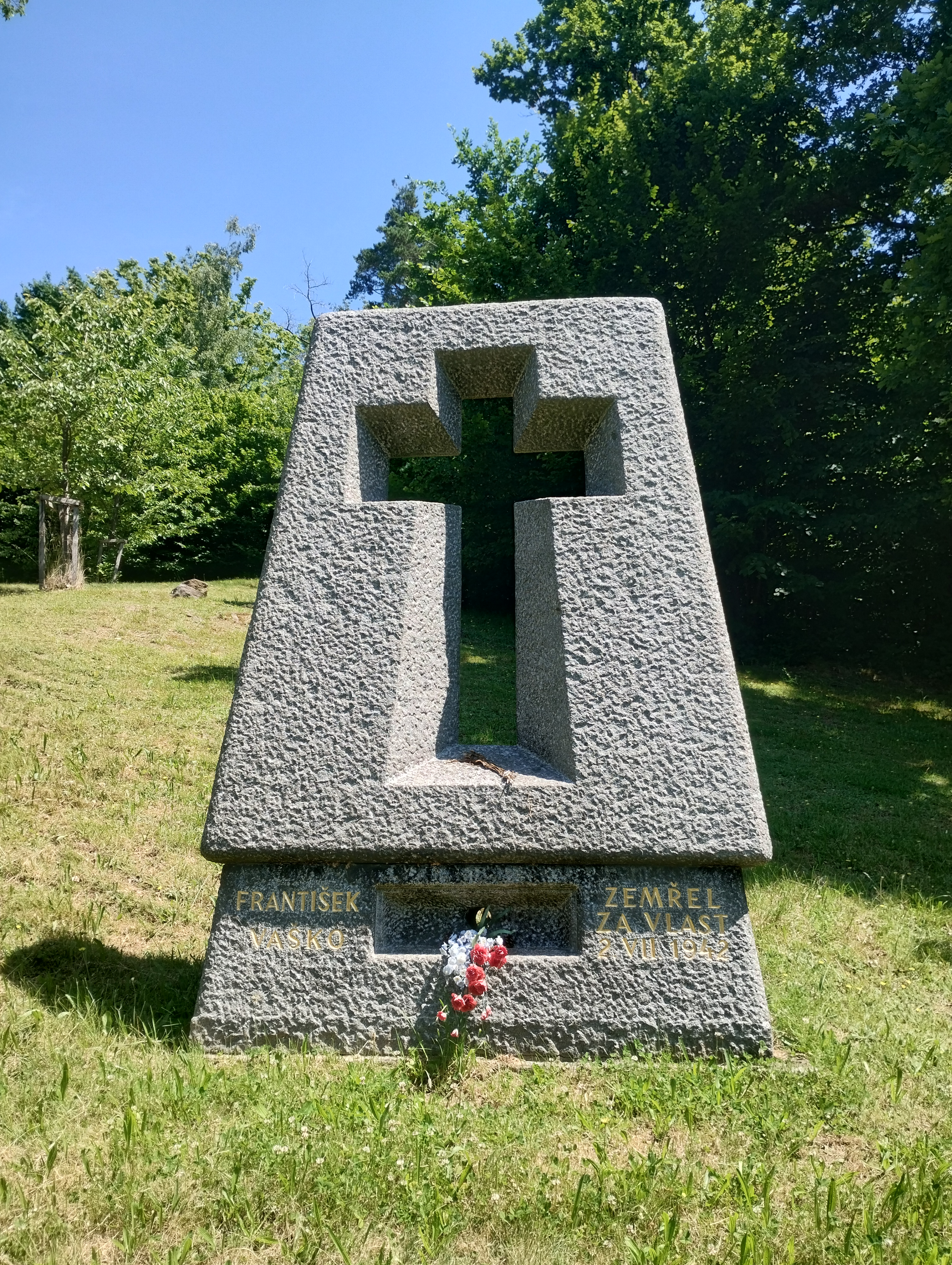
Pomník Františka Vaško v Ležákách

František Vaško se spolu se svým bratrem zapojil do odboje. Poté, co byli v noci z 28. na 29. prosince 1941 vysazeni v Protektorátu parašutisté z výsadku Silver A, se stal jejich aktivním podporovatelem. Pro spolupráci ho získal František Hladěna. Spolu se svým bratrem byl František Vaško napojen na odbojovou organizaci Čenda na Skutečsku. Jeho bratr Jindřich se znal s velitelem skupiny Alfrédem Bartošem z dob svého působení v armádě. Úkolem skupiny Silver A bylo navázat a udržovat spojení s Londýnem a pomáhat domácímu odboji. Radista Silver A Jiří Potůček získal díky Jindřichovi a Františkovi Vaškovým úkryt v lomu Hluboká, odkud s jejich pomocí a také s pomocí strojníka Karla Svobody vysílal z dvojitého stropu strojovny. Vysílačka Libuše pak byla přemístěna i na jiná místa, posléze se vrátila do lomu Hluboká, poté do Švandova mlýna v Ležákách.
Dne 16. června 1942 se na gestapu dobrovolně přihlásil Karel Čurda, člen výsadku Out Distance, a následuje vlna zatýkání. Ve středu 17. června přijel na kole do ležáckého mlýna Luděk Matura ze Svítkova, aby Jiřího Potůčka a jeho spolupracovníky varoval. Nad ránem následujícího dne pomáhá Františkův bratr Jindřich odvézt Potůčka s vysílačkou Libuše z Ležáků.

### Zatčení, smrt
František Vaško byl zatčen 20. června 1942. Zatčeni byli zároveň i jeho bratr Jindřich Vaško a strojník Karel Svoboda. Na základě rozsudku stanného soudu byli zastřeleni na pardubickém Zámečku 2. července 1942.
Po vyhlazení Ležáků propadl lom Hluboká začátkem března 1943 Německé říši. Spolu s firmou Františka Vaško ho získal synovec příslušníka gestapa.

## Připomínky
- V Pardubicích, na uliční fasádě vlevo od vstupu do domu v ulici Jana Palacha čp. 660 mu byla po válce odhalena litá bronzová deska. Nese nápis: „V TOMTO DOMĚ ŽIL FRANTIŠEK VAŠKO 1. 1. 1904. ZAHYNUL V DOBĚ HEYDRICHIÁDY 2. 7. 1942“.[14][15]
- V Ležákách se nachází jeho pomník s nápisem: "FRANTIŠEK VAŠKO, ZEMŘEL ZA VLAST 2. VII. 1942"[16]